# St. Georgen im Attergau
St. Georgen im Attergau ist eine Marktgemeinde in Oberösterreich im Bezirk Vöcklabruck im Hausruckviertel mit 4809 Einwohnern (Stand 1. Jänner 2024). Die Gemeinde liegt im Gerichtsbezirk Vöcklabruck.

## Geografie
St. Georgen im Attergau liegt auf 540 m ü. A. im Hausruckviertel. Die Ausdehnung beträgt von Nord nach Süd 4,3 km, von West nach Ost 7,2 km. Die Gesamtfläche beträgt 15,5 km², 18,1 % der Fläche sind bewaldet, 65,8 % der Fläche sind landwirtschaftlich genutzt. Das Gemeindegebiet wird von Süd nach Nord von der Dürren Ager durchflossen. Die höchste Erhebung ist der Buchberg mit 808 m ü. A.

### Gemeindegliederung
Das Gemeindegebiet umfasst folgende Ortschaften (in Klammern Einwohnerzahl Stand 1. Jänner 2024):
- Aich (28)
- Alkersdorf (141)
- Bergham (31)
- Buch (41)
- Kogl (445)
- Königswiesen (31)
- Lohen (237)
- Lohened (188)
- St. Georgen im Attergau (3248)
- Thalham (353)
- Thern (66)

### Nachbargemeinden
|                   | Berg im Attergau                            |                      |
|                   | Kompassrose, die auf Nachbargemeinden zeigt |                      |
| Straß im Attergau |                                             | Attersee am Attersee |

## Geschichte

### Frühzeit
In der Bronzezeit war das Attergaugebiet von Kelten bewohnt. Davon zeugen die jüngsten Ausgrabungen am Buchberg und in Baum, Gemeinde Berg. Im 4. Jahrhundert v. Chr. wird das Gebiet Bestandteil des keltischen Königreiches Noricum.
Mit der Eroberung des Keltenreiches 15 v. Chr. durch die Römer wird das Gebiet des Attergaus Teil des Imperium Romanum. Durch die römischen Soldaten, Geschäftsleute und Kolonisten kommt auch das Christentum in die Provinz Noricum. Eine wichtige Rolle bei der Glaubensverbreitung spielt dabei der Hl. Severin (482 n. Chr.). Das Gebiet blieb bis 488 n. Chr. Teil des römischen Reiches (Römische Kaiserzeit, Spätantike).

### Mittelalter
Um 550 besiedelten die Baiern das Land und machten die noch verbliebenen Kelto-Romanen tributpflichtig. Die Baiern rodeten das Land und gründeten viele Dörfer. Sie gründeten Einzelhöfe, Weiler und Dörfer mit den Namen, die aus Personenname plus -ing(en) oder -heim bestehen, wie Pabing, Rixing, Engljähring. Die Baiern prägten die zum Teil noch heute bestehende dörfliche Struktur des Landes. Um das Jahr 1000 kam eine zweite Besiedlungswelle aus Baiern. Die Orte bekamen ihre Namen, ihre Mundart und die heidnischen Bräuche haben noch heute ihre typischen regionalen Färbungen. Die Bildung der -ing Namen war bis ca. 1100 abgeschlossen.
Die bairischen Herzöge aus dem Geschlecht der Agilolfinger teilten das so besiedelte Gebiet in neue Verwaltungseinheiten, wie der Traungau (Wels), der Attergau (St. Georgen), der Mattiggau (Mattighofen) und der Rottgau (Passau). In dieser Zeit wurden die Ortschaften Roith, Reuth, Reith, Brandstatt, Lohen, Lichtenberg, Katterlohen, Innerlohen gegründet.
Der Name Attergau (Attagaoe) taucht zum ersten Mal im Jahr 790 auf. Etwa zur selben Zeit erfolgt auch die Gründung des Ortes mit dem Namen Attergaudorf. Erst später, nachdem der Ort eine dem Hl. Georg geweihte Kirche bekam, wurde der heutige Name St. Georgen im Attergau geprägt.
Große Teile des Attergaues waren, wie oben erwähnt, zunächst bayerisches Herzogsgut. Sie sind nach der Absetzung Tassilos III. aus dem Hause der Agilolfinger im Jahre 788 als Königsgut direkt an die Karolinger übergegangen. Als Karl der Große 778 den Herzog Tassilo enthebt, fällt alles Eigentum an die Franken. Die Domäne Aterhofen (heutiges Attersee) wird somit fränkisches Krongut.
Im Jahr 1007 gründete König Heinrich II. das Bistum Bamberg und schenkte dem Bischof Eberhard zu Bamberg den Aterahof oder Atergovi (Burg Attersee), wie das Gebiet damals bezeichnet wurde. Der damalige Attergau umfasste die Herrschaften Attersee, Kammer und Frankenburg. Es entsprach im Wesentlichen dem heutigen Bezirk Vöcklabruck, ausgenommen war das Mondseerland. Auch in politischer Hinsicht gehörte der Attergau genauso wie das Kernland des heutigen Österreich bis 1156 zum Herzogtum Bayern. Das Zentrum des Attergaus war der Ort Attersee.

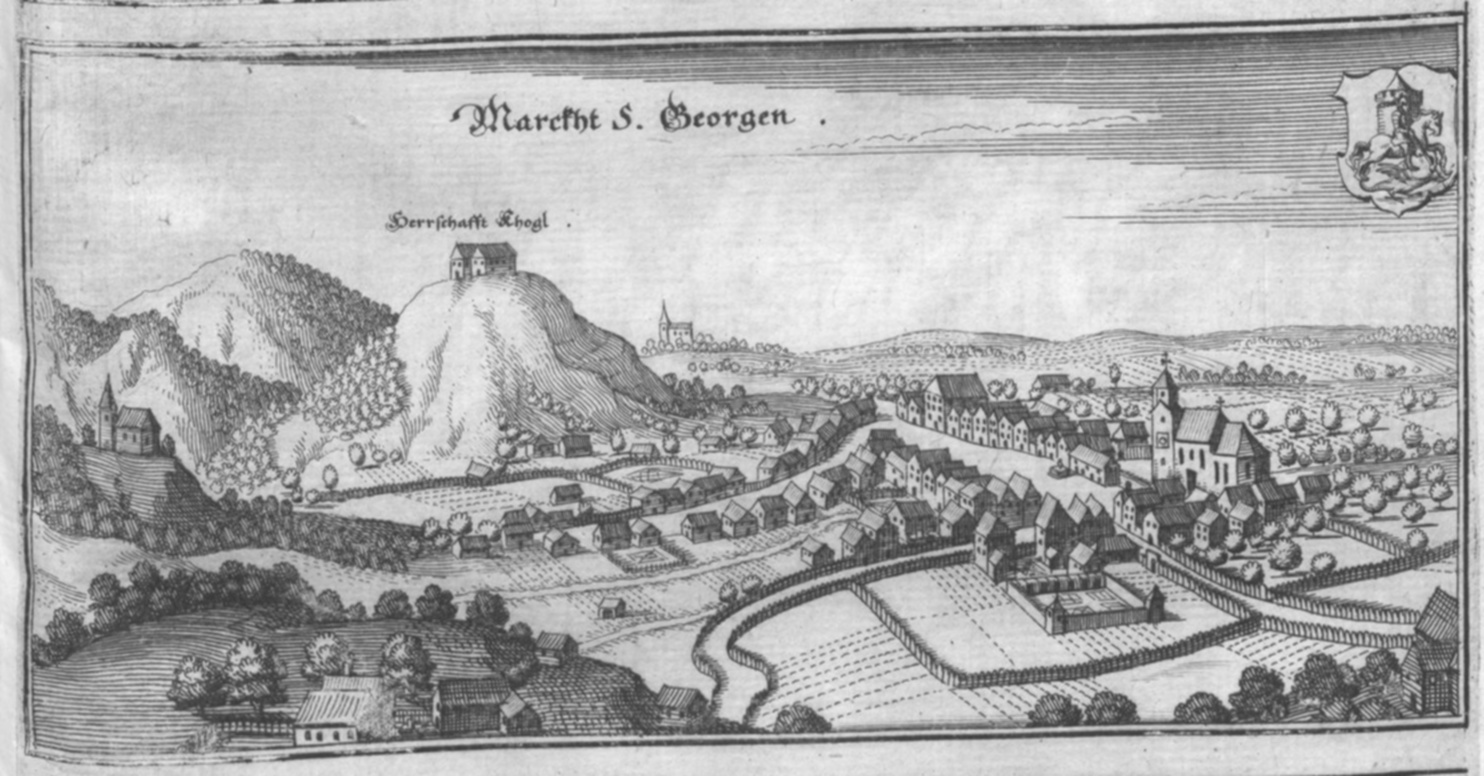
St. Georgen in der Topographia Provinciarum Austriacarum von Matthäus Merian (1656)

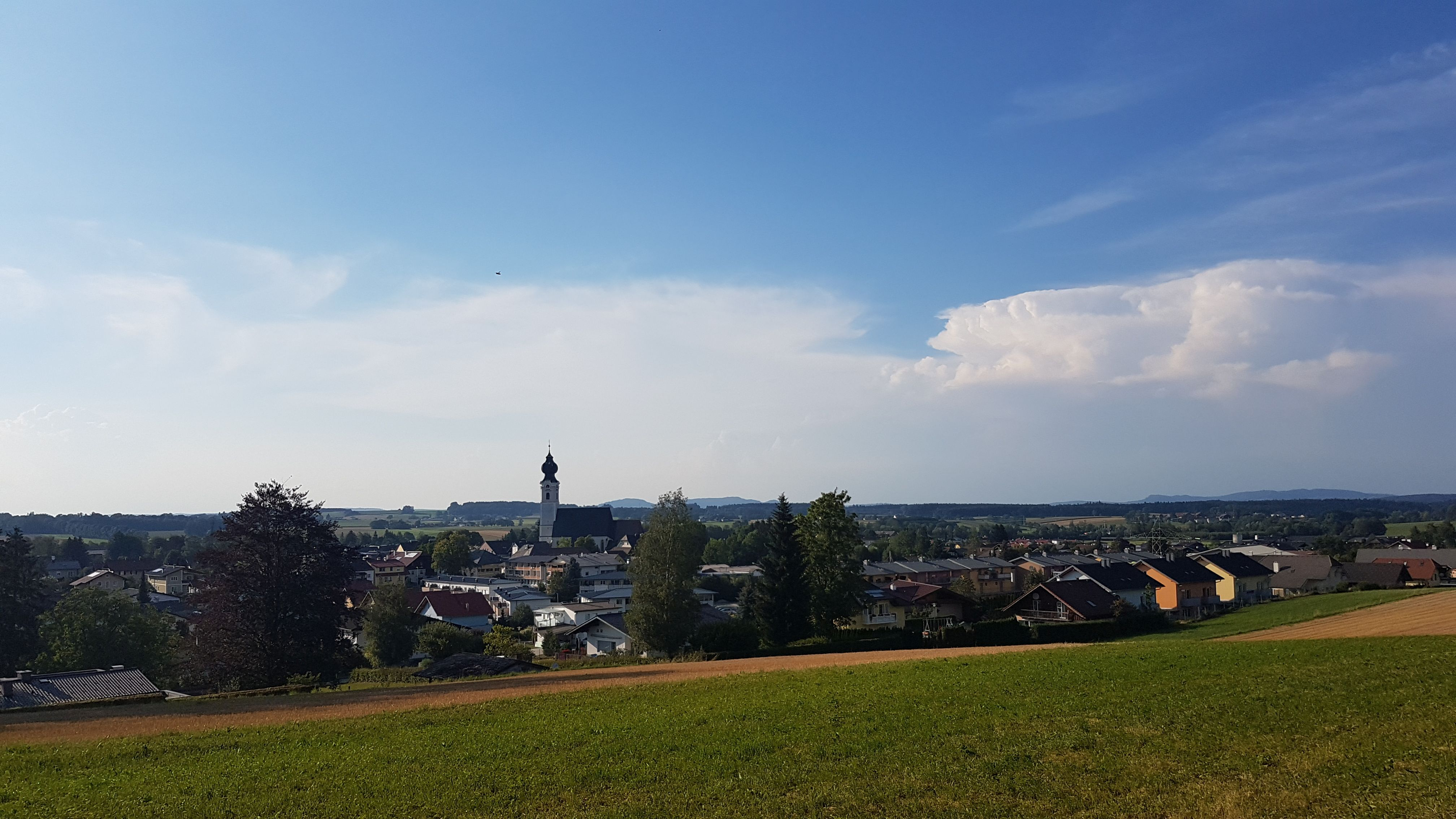
Blick auf St. Georgen vom Kalvarienberg

Bis 1120 war St. Georgen der Pfarre Altmünster unterstellt. Im Bereich dieser Stiftung durch das Bistum Bamberg entstand kurz vor 1200 die Pfarre St. Georgen.
St. Georgen wurde 1264 als Gerichtssitz nominiert. Die 1000-jährige Linde erinnert heute noch daran. Mit der Verlegung der Hofmark von Attersee zur Georgskirche in St. Georgen im Jahre 1264 wird die Bedeutung dieses Ortes aufgewertet.
Im Jahr 1379 erwarben die Habsburger den Bamberger Besitz im Attergau von den Schaumbergern. Der Herrschaftsmittelpunkt wurde aber aus wehrtechnischen Gründen von Attersee nach St. Georgen auf den höher gelegenen Koglberg verlegt.
Im Jahr 1463 wurde St. Georgen zum Markt erhoben. Als Gedenken werden heute noch der Simonimarkt und der Faschingsdienstagmarkt abgehalten.
Seit 1490 wird der Attergau dem Fürstentum Österreich ob der Enns zugerechnet.

### Neuzeit
Im Jahr 1848 wurden die Grundherrschaften von Kogl und Kammer aufgehoben und die Bauern wurden zu freien Staatsbürgern. Die modernen politischen Gemeinden und Bezirke (Vöcklabruck) übernahmen die Verwaltung. Bezirksgerichte lösten die Patrimonialgerichtsbarkeit der alten Herrschaften ab. Damit war St. Georgen bis 2013 Teil des Gerichtsbezirks Frankenmarkt.
Mit der Eröffnung der elektrischen Lokalbahn Vöcklamarkt–Attersee im Jahr 1913 setzte die verkehrsmäßige Erschließung des Attergaus und seines Hauptortes St. Georgen ein. Speziell im Sommer fuhren sehr viele Sommerfrischler mit der Bahn, die lange Zeit auch dem Güterverkehr diente. Seit 1918 gehört der Ort zum Bundesland Oberösterreich.
In Thalham wurde in der NS-Zeit ein RAD-Lager errichtet. Es diente nach dem Zweiten Weltkrieg als Flüchtlingslager und seit 1947 als Lungenheilstätte. Seit den 1960er Jahren war es wieder Zufluchtstätte für Flüchtlinge aus Uganda und später aus dem Ostblock und dem Balkan. Heute ist Thalham ein Erstaufnahmezentrum für Asylwerber.
Seit 2002 gehört St. Georgen auch zur Tourismusregion Salzkammergut.
500 m nördlich von St. Georgen in der Nachbargemeinde Berg im Attergau liegt das Landeslagergelände der Oberösterreichischen Pfadfinder und Pfadfinderinnen, eine flache Wiese zum Zelten am linken Ufer der Dürren Ager, nunmehr Scout Camp Austria. Es ist seit langem mit festen Sanitärbauten ausgestattet. Nach Aschach an der Mühl (1956), Altmünster (1960) und Haslach an der Mühl (1965) fand 1969 erstmals hier das (4.) Landeslager statt, ab 1973 (mit über 1000 Teilnehmern) regelmäßig alle 5 Jahre, etwa im August, zuletzt 2013, jeweils für 10 Tage um August. Am Großlager mit typisch mehreren tausend, darunter internationalen Teilnehmern werden die jüngsten in Schlafsacklagern in Gebäuden integriert.
Am Scout Camp Austria, nahe dem Ufer der Dürren Ager befindet sich zumindest seit 2009 der Hochseilgarten High Kix.
Seit 2013 gibt es auch in St. Georgen eine örtliche Pfadfindergruppe.
1995 wurde das Pfarrmuseum eröffnet; es zeigt den ältesten Ablassbrief Oberösterreichs – aus dem Jahr 1299.
Der KeltenBaumWeg im Ortsteil Kogl im Nordwesten der Gemeinde ist ein lehrreicher Erlebnis- und Spielbereich.
Seit 2012 wird das seit 2009 stattfindende Ultra-Radrennen Race Around Austria in St. Georgen gestartet.

### Einwohnerentwicklung
1991 hatte die Gemeinde laut Volkszählung 3652 Einwohner, 2001 dann 4015 Einwohner.

## Kultur und Sehenswürdigkeiten

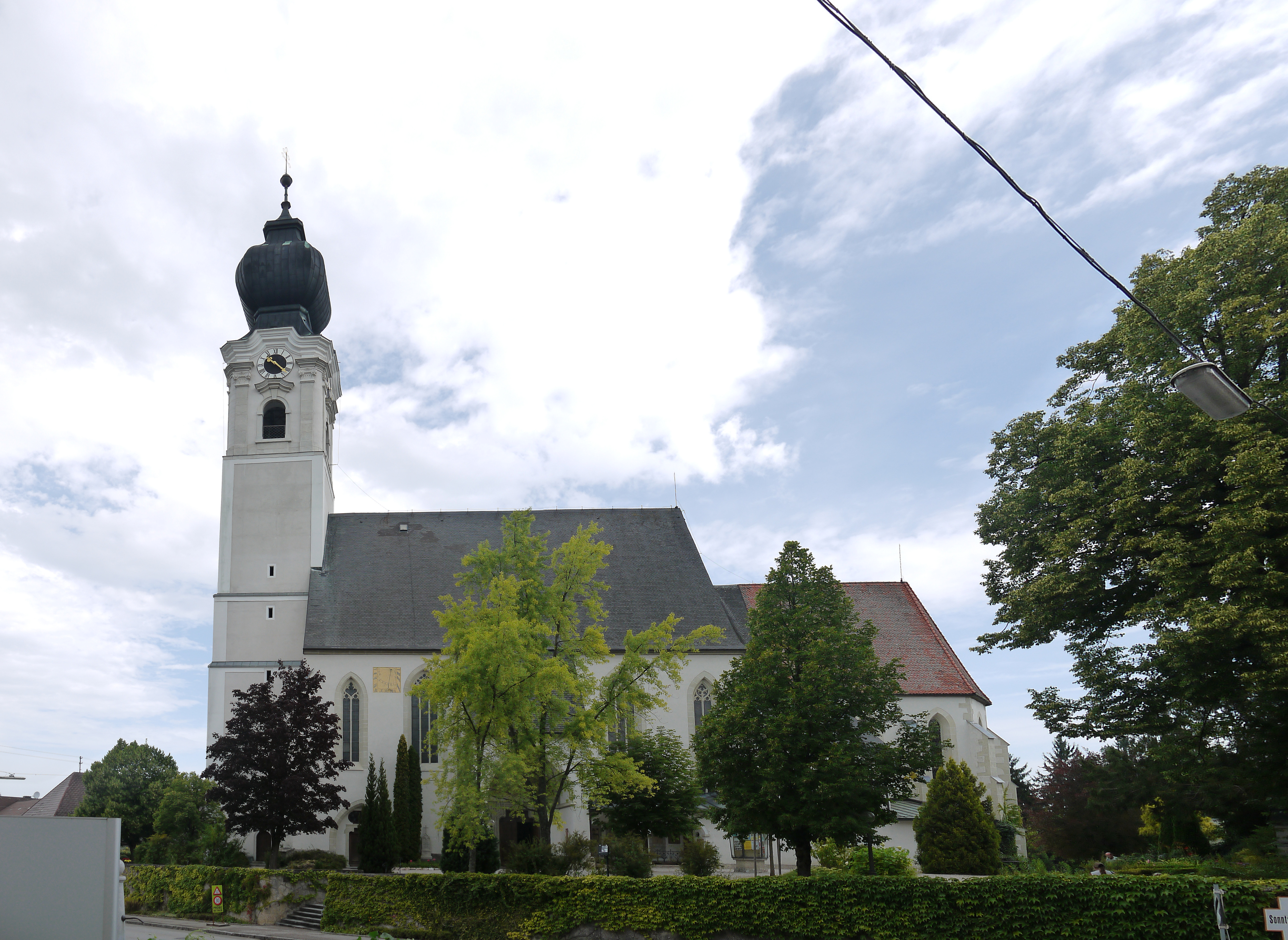
Pfarrkirche St. Georgen im Attergau

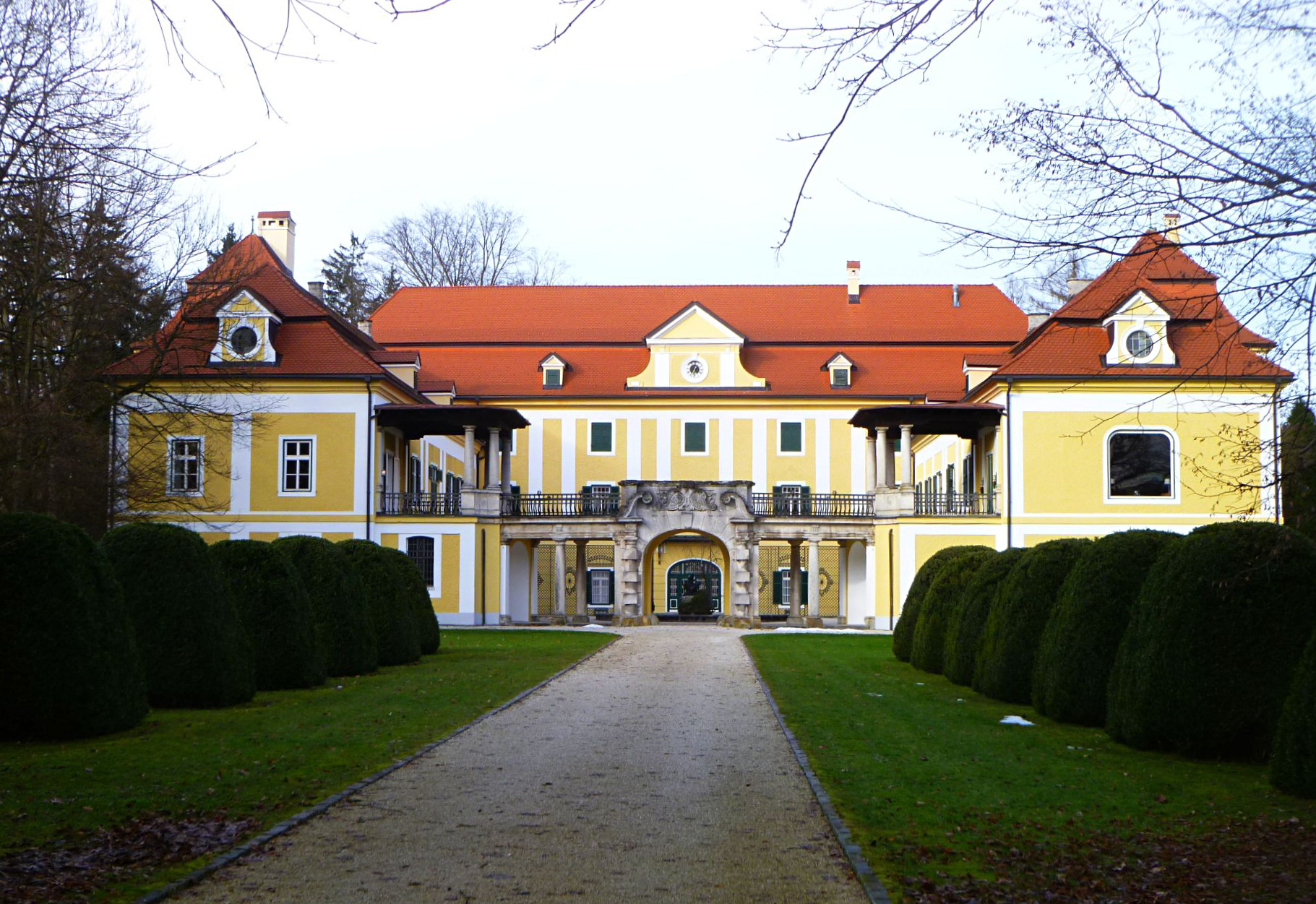
Schloss Kogl

- Katholische Pfarrkirche St. Georgen im Attergau hl. Georg: Bis 1200 unterstand St. Georgen der Pfarre Altmünster. Die große, dem heiligen Georg geweihte Kirche wurde zwischen 1389 und 1406 erbaut, wobei zuerst der Turm als Wehrturm gebaut wurde. Das Kirchenschiff wurde später dazu gebaut. Anfang des 18. Jahrhunderts bekam sie einen höheren Turm mit Zwiebelhelm. Die Qualität der Einrichtung kann vor allem durch die Kanzel und die überlebensgroße Kreuzgruppe in der Kreuzkapelle nachgewiesen werden, die aus der Guggenbichler-Werkstatt stammen. Das Hochaltargemälde ist von Bartolomeo Altomonte.
- Burg Kogl: Auf dem Koglberg, dem St. Georgener Hausberg, sind noch Mauerreste der 1264 erbauten Burg Kogl zu sehen. Sie wurde anstelle der Burg Attersee erbaut. Die Besitzer waren: Chunrad Kuchler, die Wallseer bis 1411, die Schaunberger, Ortolph Geymann, die Pollheimer, die Grafen Khevenhüller. Da die Burg seit 1524 nicht mehr bewohnt wurde, setzte der Verfall ein.
- Schloss Kogl: Das jetzige Schloss Kogl am Fuß des Koglbergs wurde zwischen 1435 und 1441 als Schloss Neuattersee erbaut. Das Schloss Kogl wurde nach den Plänen des Linzer Baumeisters Johann Michael Prunner 1710 umgebaut. Die hufeisenförmige Anlage erfuhr seither mehrere bauliche Umgestaltungen. Eine schattige Allee führt vom Schloss zum Markt. Es war früher im Besitz der Grafen Khevenhüller und wurde 1810 an Dr. Pausinger verkauft. Seit 1872 befindet sich das Schloss im Besitz der Familie Mayr-Melnhof.
- Keltenbaumweg am Koglberg: Ein Themenwanderweg auf einer Länge von 2,5 km (kurze Variante) oder 5 km (längere Variante), der durch Infotafeln und „Erlebnisstationen“ das Leben der Kelten näher bringen soll.
- Freilichtmuseum Aignerhaus: In diesem alten Mittertenn-Einhaus sind die Küche, Stube, Schlafstube für die Bauersleut, Gerätschaften zur Wäschepflege und zur Leinenerzeugung, eine kleine Schneider- und Schusterwerkstätte und landwirtschaftliche Gerätschaften im Tennbereich zu sehen.
- Haus der Kultur: In den Räumlichkeiten der umgebauten alten Volksschule im Ort, das offiziell 2002 als Museum wiedereröffnet wurde, finden verschiedene Ausstellungen statt. Unter anderem zu Johann Beer und Erich Wilhelm Ricek. Außerdem haben dort auch diverse Funde aus Ausgrabungen von eisenzeitlichen Gräbern ihren Platz gefunden.[13]

### Veranstaltungen
- Race Around Austria: Jedes Jahr im August seit 2012 findet in St. Georgen das sogenannte RAA (Race Around Austria) statt.[14] Der Austragungstermin variiert um den 15. August. Sowohl Start wie auch Ziel finden in St. Georgen direkt im Ortszentrum statt. Das Rennen führt einmal um die grenznahen Straßen Österreichs. Kombiniert wird das meist 5-tägige Event mit dem Marktfest am Samstag.
- Der Attergauer Kultursommer wurde 1981 gegründet und findet jährlich von Mitte Juli bis Mitte August statt. Das Programm umfasst unter anderem Weltmusik, Klassik und Oper.[15]

## Wirtschaft und Infrastruktur
Die Anzahl der landwirtschaftlichen Betriebe nahm von 100 im Jahr 1999 auf 66 im Jahr 2010 ab. An Arbeitsplätzen gab es 2011 im Ort. Davon waren rund 100 in der Landwirtschaft, beinahe 400 im Produktionssektor und 1300 im Dienstleistungssektor. Von den 2000 Erwerbstätigen, die im Ort wohnten, pendelten 1200 aus. Dafür kamen 1000 Menschen aus der Umgebung zur Arbeit nach St. Georgen im Attergau.

### Bildung
Neben mehreren Kindergärten befinden sich eine Volksschule, eine Mittelschule und eine Musikschule in der Gemeinde.

### Verkehr
- St. Georgen liegt an der meterspurigen elektrischen Lokalbahn Vöcklamarkt - Attersee (Atterseebahn, früher auch Attergaubahn genannt), welche den Attersee und Attergau mit der Westbahnstrecke verbindet. Die Bahn wird von Stern & Hafferl im Stundentakt mit modernen Triebfahrzeugen betrieben und erfreut sich steigenden Fahrgastzahlen. Im Sommer verkehren Nostalgiezüge mit historischen Fahrzeugen auf der Strecke.

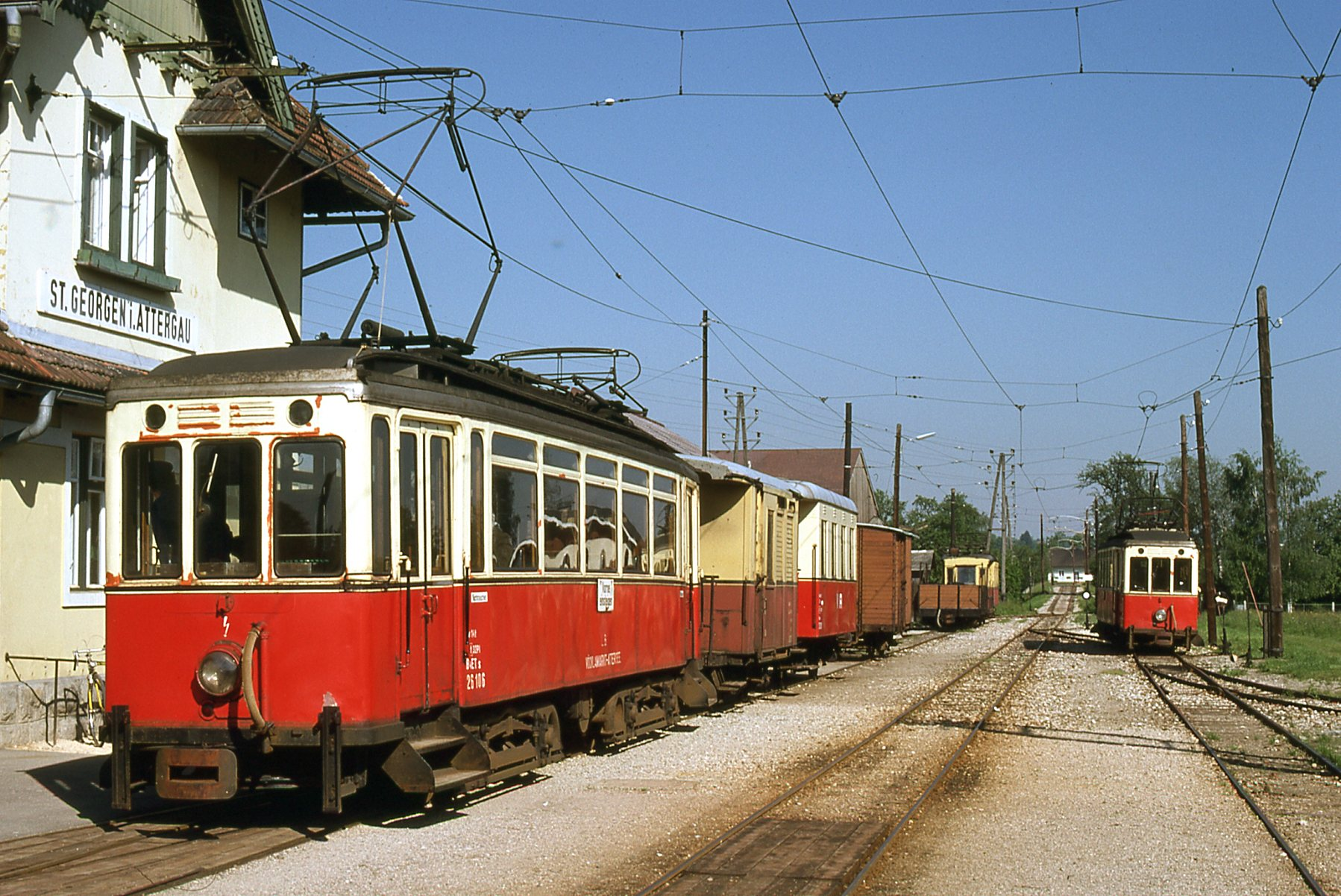
1977 fand am Bahnhof St. Georgen noch Güterverkehr statt

## Politik
Der Gemeinderat hat 25 Mitglieder.
- Mit den Gemeinderats- und Bürgermeisterwahlen in Oberösterreich 2003 hatte der Gemeinderat folgende Verteilung: 12 ÖVP, 6 SPÖ, 5 FPÖ und 2 GRÜNE.
- Mit den Gemeinderats- und Bürgermeisterwahlen in Oberösterreich 2009 hatte der Gemeinderat folgende Verteilung: 12 ÖVP, 8 FPÖ, 2 SPÖ und 2 GRÜNE.
- Mit den Gemeinderats- und Bürgermeisterwahlen in Oberösterreich 2015 hatte der Gemeinderat folgende Verteilung: 13 ÖVP, 8 FPÖ, 4 SPÖ und 1 GRÜNE.
- Mit den Gemeinderats- und Bürgermeisterwahlen in Oberösterreich 2021 hat der Gemeinderat folgende Verteilung: 13 ÖVP, 5 GRÜNE, 4 FPÖ und 3 SPÖ.

### Bürgermeister
- 2003–2015 Wilhelm Auzinger (ÖVP)
- 2015–2023 Ferdinand Aigner (ÖVP)
- seit 2023 Friedrich Mayr-Melnhof (ÖVP)

### Wappen
Blasonierung: „In Blau ein silberner, grün gewellter Schildfuß, belegt mit einem roten Balken; darüber ein silberner, gezinnter, rot bedachter und golden bekreuzter Rundturm, auf dessen Mauer gemalen der heilige Georg auf einem naturfarbenen (braunen), linkshin aufspringenden, rot gezäumten und gesattelten Roß, in blauem Harnisch, die Pickelhaube mit einer weißen und einer roten Straußenfeder besteckt, einen grünen, rot bezungten und gewaffneten, am Boden liegenden, widersehenden Drachen den goldenen Speer in den Rachen stoßend.“
Die Gemeindefarben sind Rot-Weiß-Blau.
Das Marktwappen wurde 1565 von Kaiser Maximilian II. verliehen. Es zeigt mit dem hl. Georg den Pfarrpatron und Namensgeber des Ortes. Der Turm steht für die Herrschaft Attersee, die im 15. Jahrhundert vom Ort Attersee nach St. Georgen (Burg Kogl) verlegt wurde.

## Persönlichkeiten
- Johann Beer (1655–1700), Schriftsteller und Komponist
- Franz Xaver von Pausinger (1839–1915), Landschafts- und Tiermaler
- Josef Finger (1841–1925), Politiker
- Heinrich Pichler (1849–1925), Politiker
- Richard Jakitsch (1872–1931), Bildhauer
- Hans Eder (1890–1944), Bischof der evangelischen Kirche
- Franz Xaver Blasl (1890–1971), Pfarrer in St. Georgen im Attergau, Dichter und Komponist[22]
- Nikolaus Harnoncourt (1929–2016), Dirigent
- Alice Harnoncourt (1930–2022), Geigerin
- Franz Eitzinger (* 1930), Gewerkschaftsfunktionär und Abgeordneter zum Landtag
- Hans Hollerweger (* 1930), römisch-katholischer Theologe
- Ernestine Baumann-Rott (1934–2012), Politikerin